# 澤朋宏アワー サワっていいとも!
『澤朋宏アワー サワっていいとも!』（さわともひろアワー サワっていいとも!）は、CBCラジオ（中部日本放送）でナイターオフ期に放送していたワイド番組。2009年10月10日から2010年4月3日まで放送された。

## 概要
CBCアナウンサーの沢朋宏が趣味の「電車」、「飛行機」、「お天気」、「ボーイスカウト」、「英語」、「クラシック」などを興味のおもむくままに色々な関心事をサワって触って語りつくす大人の体験&交遊録バラエティ番組。
フジテレビ系列の人気番組であった『森田一義アワー 笑っていいとも!』（CBCのエリアでは東海テレビでネット）と番組タイトルがそっくりであるが、特に関係はない。
実質上の後番組として、2010年4月10日より土曜日17:00～19:00の枠にて、本番組に引き続き沢がパーソナリティを務める『ホップステップさわともひろ!』が放送開始された。

## パーソナリティー
- 沢朋宏（CBCアナウンサー）

## 放送時間
- 毎週土曜 18:00～21:00（前枠「土曜天国 ぴかラジ」からスジャータ時報CMを挟んでステブレレスで開始）

## ナイターシーズンに同時刻で放送の番組
- CBCドラゴンズナイター

| CBCラジオ 土曜日 18:00～19:00枠   | CBCラジオ 土曜日 18:00～19:00枠 | CBCラジオ 土曜日 18:00～19:00枠                 |
| 前番組                            | 番組名                          | 次番組                                          |
| --------------------------------- | ------------------------------- | ----------------------------------------------- |
| CBCドラゴンズナイター             | 澤朋宏アワー サワっていいとも!  | ホップステップさわともひろ! - ※17:00-19:00      |
| CBCラジオ 土曜日 19:00～21:00枠   |                                 |                                                 |
| CBCドラゴンズナイター             | 澤朋宏アワー サワっていいとも!  | Listen SOUL! - ※19:00-21:00 - 【TBSラジオ制作】 |
| CBCラジオ 土曜日 ナイターオフ番組 |                                 |                                                 |
| 森合康行のタイムドカン            | 澤朋宏アワー サワっていいとも!  | ホップステップさわともひろ!                     |